# Isdera Commendatore
 (mars 2012).
Si vous disposez d'ouvrages ou d'articles de référence ou si vous connaissez des sites web de qualité traitant du thème abordé ici, merci de compléter l'article en donnant les références utiles à sa vérifiabilité et en les liant à la section « Notes et références ».
L'Isdera Commendatore 112i est une supercar produite en 1993 par le constructeur automobile allemand Isdera. L'auto sera réalisée en exemplaire unique, car Isdera ne trouvera pas d'acheteurs, elle sera présentée plusieurs fois de 1993 à 2001 à plusieurs salons comme celui de Francfort en 1999.

## Histoire
La 112i était construite et assemblée à la main par une petite équipe d'artisans dans un atelier en Allemagne. Parmi ses signes visuels caractéristiques on peut noter sa carrosserie effilée, ses portières à ouverture « papillon » permettant un accès facilité pour les passagers et le rétroviseur central externe, monté au-dessus de la tête du conducteur, lui permettant de regarder en arrière à la manière d'un sous-marinier avec son périscope.
Son châssis, d'un genre nouveau, est électroniquement capable d'améliorer la tenue de route en fonction de la vitesse du véhicule et dans des conditions particulières. À hautes vitesses, il abaisse automatiquement la voiture de 8 centimètres pour augmenter l'effet de sol produit par le fond plat de la voiture, et ainsi améliorer sa stabilité.
Un délai d'attente de l'ordre de six mois était nécessaire pour la livraison d'une Commendatore. Le client disposait d'une voiture sur laquelle tout ou presque était fait sur mesure et à la demande.

## Motorisation
Elle est mue par un moteur V12 6.0 litres de 400 ch fabriqué par Mercedes. Il s'agit du même moteur utilisé sur la Pagani Zonda. La transmission Getrag est modifiée par Ruf. Son coefficient aérodynamique (Cx) est de 0,306.

## Jeu vidéo
La Commendatore figure dans le jeu vidéo Need for Speed 2.